# صالح الشرنوبي
صالح علي شرنوبي (26 مايو 1924 - 17 سبتمبر 1951)، هو شاعر مصري.

## حياته
ولد في 26 مايو 1924 بمدينة بلطيم بمحافظة كفر الشيخ. حفظ القرآن الكريم وعمره 10 سنوات. درس بمعهد دسوق الديني وحصل على الابتدائية من معهد القاهرة عام 1939م. حصل على الثانوية الأزهرية من المعهد الأحمدي بطنطا عام 1947م.
فشل في الالتحاق بدار العلوم بعد أن اجتاز الامتحان التحريري. التحق بكلية أصول الدين ثم هجرها بعد سبعة أشهر من الدراسة. بعد عام من تركه كلية أصول الدين عاد إلى بلطيم ليعمل مدرسا بالمدرسة الابتدائية. ترك بلطيم إلى القاهرة. كتب قصائد الشك والحزن والحرمان والموت وهو مقيم بحجرة الدجاج على سطح أحد المنازل، أو وهو ملتجئ ـ بعد أن طردته صاحبة البيت لعجزه عن دفع الإيجار - إلى مغارة بجبل المقطم، أو وهو مقيم في بدروم تحت الأرض يخيل إلى داخله أنه يستنشق هواء قد سبق تنفسه حسب تعبير الدكتور عبد الحي دياب.
عمل مدرسا بمدرسة أجنبية للبنات هي مدرسة «سان جورج» لكنه فصل منها لكثرة تخلفه وعدم التزامه بمواعيد الحضور والانصراف. مرة ثانية حاول الالتحاق بكلية دار العلوم ليلقى نفس النتيجة التي لقيها عام 1947 م. التحق بكلية الشريعة، ولكنه سرعان ما هجرها لنفس الأسباب التي هجر بها كلية أصول الدين. تعرف على الممثلين والممثلات وكتب أغنيات بعض الأفلام، كما أنه عرف وذاق كل خصائص عالم الفن إلى درجة التخمة. علم كامل الشناوي بمأساة الشاعر صالح الشرنوبي فعينه مصححا في جريدة (الأهرام) لتظل الماساة قائمة نتيجة لنمط الحياة التي قد استغرقت هذا الشاعر.

## وفاته
في إجازة عيد الأضحى عاد الشاعر إلى بلطيم لتكون النهاية الحزينة، ولتشيع بلطيم شاعرها إلى مثواه الاخير يوم 17 سبتمبر 1951 الموافق 15 من ذي الحجة 1370 هجرية.
خلف صالح الشرنوبي عدة دواوين وبعض الأزجال والقصص القصيرة والمسرحيات، وقصائد النثر والشعر الحر جمعت كلها في مطبوع ضخم (675 صفحة) في سلسلة «من تراثنا» مع مقدمة للدكتور عبد الحي دياب